# Mirosław Drożdżowski
Mirosław Drożdżowski (ur. 2 lipca 1964 w Pabianicach) – polski gitarzysta, pedagog, kompozytor, aranżer, honorowy profesor oświaty.

## Życiorys
Wychowywał się w Zelowie. W 1984 roku ukończył Państwową Średnią Szkołę Muzyczną im. S. Moniuszki w Łodzi pod kierunkiem prof. Aleksandra Kowalczyka.
W roku 1991 ukończył studia w Akademii Muzycznej im. G i K. Bacewiczów w Łodzi w klasie gitary prof. Jerzego Nalepki.
Nauczyciel dyplomowany klas gitary w Państwowej Szkole Muzycznej I i II stopnia im. I.J. Paderewskiego w Piotrkowie Trybunalskim, Państwowej Szkole Muzycznej I i II stopnia im. Tadeusza Wrońskiego w Tomaszowie Mazowieckim, w Państwowej Szkole Muzycznej I stopnia w Bełchatowie.
Jest konsultantem Centrum Edukacji Artystycznej.
Skomponował ponad 1000 utworów na gitarę klasyczną solo oraz kameralnych z udziałem tego instrumentu, utrzymanych w różnorodnej stylistyce. Jest autorem ponad 600 transkrypcji i opracowań na gitarę. Jako pierwszy w historii opracował komplet pieśni Fryderyka Chopina na gitarę solo, wybrane utwory I.J. Paderewskiego, F. Nowowiejskiego, J. Fielda i innych.
Kompozycje i aranżacje jego autorstwa nagrywali gitarzyści: Marek Ulański, Marek Mikulski, Grzegorz Krawiec, Jacek Dulikowski, Bartłomiej Marusik, Dariusz Trzciński, Oskar Strukiel-Piotrowski.
Jego kompozycje gitarowe bądź opracowania często znajdują się w programie obowiązkowym konkursów i festiwali o zasięgu regionalnym, ogólnokrajowym oraz międzynarodowym. Jego uczniowie są laureatami ponad 200 nagród na konkursach gitarowych w kraju i za granicą. Do jego uczniów należą m.in. Piotr Przedbora, Bartłomiej Marusik, Marek Kądziela, Oskar Strukiel-Piotrowski. Uczestniczy jako wykładowca w Międzynarodowych Kursach Gitarowych (m.in. Letni Kurs Gitary w Krzyżowej, Polska Akademia Gitary w Jarocinie). Bierze udział w pracach jury w konkursach ogólnopolskich i międzynarodowych. Prowadzi seminaria na temat własnej twórczości gitarowej połączone z wystawami swojego dorobku.

W roku 2022 otrzymał tytuł honorowego Profesora Oświaty. 

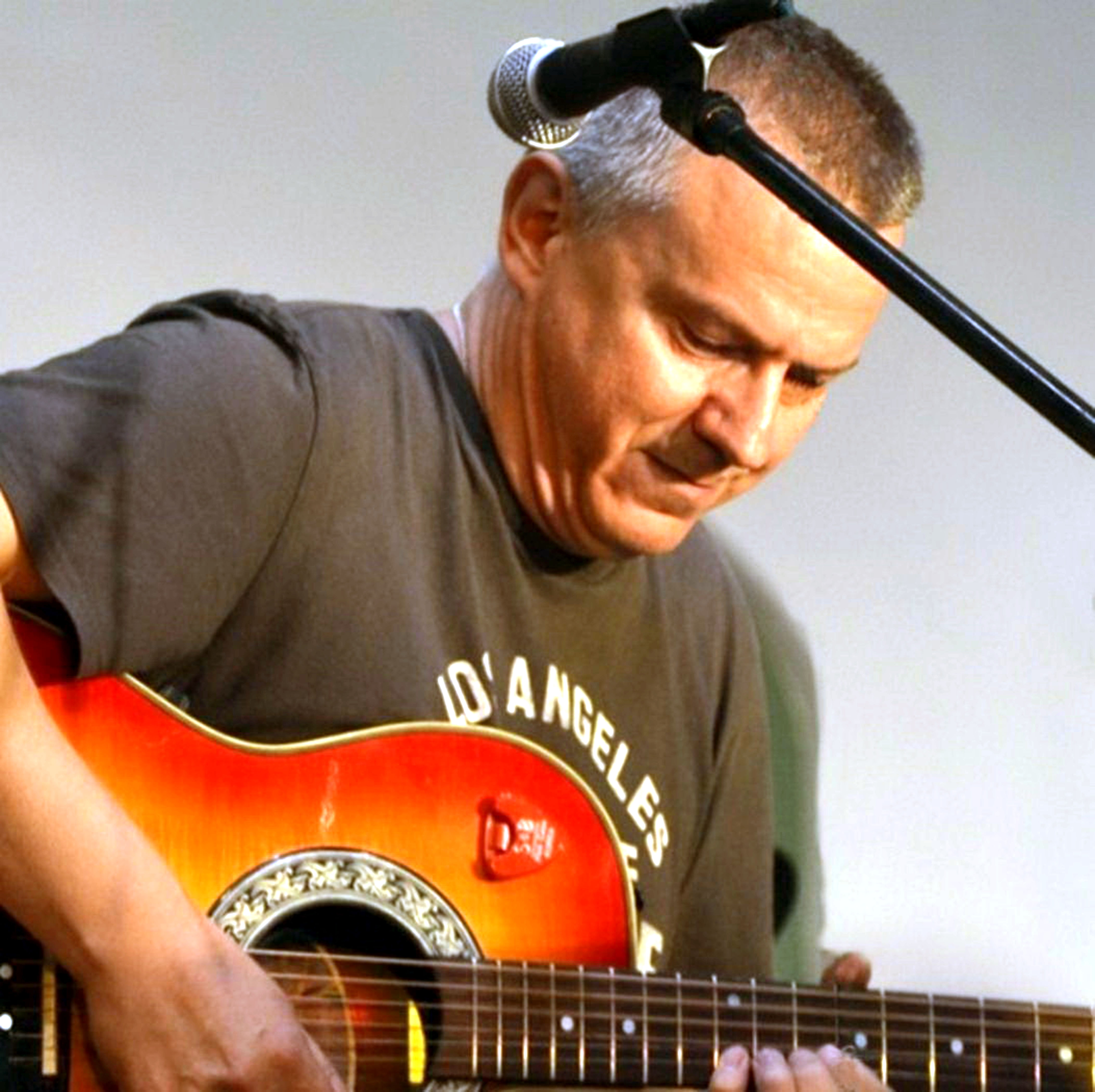
Mirosław Drożdżowski (2012)

## Współpraca z zespołami
W latach 1981–1995 współpracował z czołowymi łódzkimi grupami rockowo – bluesowymi m.in. Fetus Achatus, Anex, Alter Ego (Wojciech Lemański, Bogdan Sobieszek), Mrowisko, Luz Bluz, Rezerwat, Pawłem Rurakiem-Sokalem (Blue Café), Wiktorem Daraszkiewiczem (ex Rezerwat, obecnie Proletaryat) oraz z Piotrem „Dzikim” Chancewiczem (Syndia, Mech), Sebastianem Piekarkiem (IRA, Bracia).
Jako wokalista i gitarzysta brał udział w nagraniu kilkunastu płyt m.in. z zespołami: Kompromis, The Bootels, Mocni w Duchu, Nazareth oraz z kompozytorami: Andrzejem Rutkowskim, Zbigniewem Nikodemskim (ex Rezerwat), ks. Markiem Brożyną, autorem tekstów – Stanisławem Kabzińskim.
W latach 1988–1990 nagrywał ilustracje muzyczne dla potrzeb Akademii Filmowej w Łodzi. Od 2007 roku współtworzy zespół poetycko-muzyczny „Przeznaczenie”, dla którego napisał muzykę m.in. do wierszy poetów Witolda Stawskiego i Aleksandry Fidziańskiej.

## Dorobek
| Wydane albumy z kompozycjami                                                                       | Wydawnictwo                                                          | Rok       |
| -------------------------------------------------------------------------------------------------- | -------------------------------------------------------------------- | --------- |
| Utwory dziecięce na gitarę                                                                         | La Passione                                                          | 2003      |
| Miniatury na gitarę                                                                                | Sintoms, Gomel – Belarus                                             | 2003-2009 |
| Miresesesferes                                                                                     | Absonic                                                              | 2004      |
| 25 utworów na gitarę                                                                               | Contra                                                               | 2005      |
| Dźwiękiem malowane vol. I                                                                          | Absonic                                                              | 2006      |
| Etiudy na gitarę vol. I                                                                            | Contra                                                               | 2006      |
| Etiudy na gitarę vol. II                                                                           | Contra                                                               | 2006      |
| Biała noc – Jazzujące kolędy na gitarę                                                             | Contra                                                               | 2007      |
| Farben der gitarre vol. I                                                                          | Joahim-Trekel -Musikverlag – Hamburg                                 | 2009      |
| Farben der gitarre vol. II                                                                         | Joahim-Trekel -Musikverlag – Hamburg                                 | 2009      |
| W ogrodzie snów – Wybrane walce na gitarę                                                          | Absonic                                                              | 2009      |
| Sonata in a-minor                                                                                  | Absonic                                                              | 2009      |
| Cały rok z gitarą                                                                                  | Euterpe                                                              | 2009      |
| 33 utwory na gitarę                                                                                | Centrum Edukacji Artystycznej                                        | 2011      |
| Solo & Duo – a joint project with Tatiana Stachak                                                  | Euterpe                                                              | 2012      |
| Dźwiękiem malowane vol. II                                                                         | Absonic                                                              | 2012      |
| 12 obrazków na gitarę                                                                              | Compozitor Publishing House – St.Petersburg                          | 2012      |
| 8 Sonatin na gitarę                                                                                | Contra                                                               | 2012      |
| W spokojnym czasie                                                                                 | Contra                                                               | 2012      |
| Akordowe brzmienia gitary klasycznej                                                               | Absonic                                                              | 2013      |
| Gitarowe marzenia – vol. I                                                                         | Merakel Music Publisher                                              | 2013      |
| Gitarowe marzenia – vol. II                                                                        | Merakel Music Publisher                                              | 2013      |
| Krajobrazy Polski na gitarę solo                                                                   | Absonic                                                              | 2013      |
| Łatwe utwory na dwie gitary                                                                        | Merakel Music Publisher                                              | 2014      |
| Pieces For Trinity College London exams 2016-2019 Grade 4                                          | Guitar Published by Trinity College London – London – United Kingdom | 2015      |
| In Modo Antiquo                                                                                    | Absonic                                                              | 2016      |
| 12 łatwych utworów na flet lub skrzypce i gitarę vol.I                                             | Merakel Music Publisher                                              | 2016      |
| 12 łatwych utworów na flet lub skrzypce i gitarę vol.II                                            | Merakel Music Publisher                                              | 2016      |
| Kolorowe impresje – 8 łatwych utworów na saksofon altowy lub sopranowy i gitarę                    | Merakel Music Publisher                                              | 2016      |
| 8 łatwych utworów na wiolonczelę i gitarę                                                          | Merakel Music Publisher                                              | 2016      |
| Utwory wariacyjne na gitarę                                                                        | Absonic                                                              | 2016      |
| Trzy polskie kolędy wariacyjnie na gitarę                                                          | Merakel Music Publisher                                              | 2017      |
| Portret w kolorze uśmiechu                                                                         | Merakel Music Publisher                                              | 2017      |
| Nostalgie i melancholie                                                                            | Absonic                                                              | 2017      |
| New Century – utwory na gitarę                                                                     | Absonic                                                              | 2017      |
| Łatwe utwory na gitarę – nie tylko dla dzieci vol. I                                               | Absonic                                                              | 2018      |
| Łatwe utwory na gitarę – nie tylko dla dzieci vol. II                                              | Absonic                                                              | 2018      |
| Kraina w barwach radości                                                                           | Merakel Music Publisher                                              | 2018      |
| 4 duety na skrzypce lub flet i gitarę                                                              | Absonic                                                              | 2019      |
| Dwa kwartety i trio gitarowe                                                                       | Absonic                                                              | 2019      |
| El Amor Es Como Una Rosa – utwory na gitarę solo                                                   | Absonic                                                              | 2020      |
| Pieces For Trinity College London exams 2020-2023 Grade 6                                          | Guitar Published by Trinity College London – London – United Kingdom | 2020      |
| Reminiscencje – utwory na gitarę solo                                                              | Absonic                                                              | 2021      |
| Muzyczna mozaika – utwory na gitarę solo                                                           | Absonic                                                              | 2021      |
| Gitara z tabulaturą – wakacyjne melodie                                                            | Absonic                                                              | 2022      |
| Gitara z tabulaturą – najłatwiejsze kompozycje                                                     | Absonic                                                              | 2022      |
| Gitarowy ogród kwiatów                                                                             | Cicadis                                                              | 2023      |
| Zatrzymanie do wierszy Witolda Stawskiego (15 utworów na głos i gitarę, 10 utworów na gitarę solo) | Absonic                                                              | 2024      |
| Herinnering Ann Esquelbec                                                                          | Auurk ed.                                                            | 2024      |
| Chanson et Danse                                                                                   | Merakel Music Publishers                                             | 2024      |
| 10 etiud na gitarę solo                                                                            | Cicadis                                                              | 2024      |
| Wielka Noc - pieśni wielkanocne na gitarę solo                                                     | Cicadis                                                              | 2025      |

| Wydane albumy z opracowaniami                                                                                              | Wydawnictwo              | Rok         |
| --- | ------------------------ | ----------- |
| Gamy, pasaże i kadencje | Contra                   | 2009        |
| 4 duety barokowe na gitarę                                                                                                 | Contra                   | 2009        |
| J.S. Bach – Suita I BWV 1007                                                                                               | Contra                   | 2009        |
| J.S. Bach – Suita II BWV 813                                                                                               | Contra                   | 2009        |
| Toccata i Fuga d-moll oraz inne utwory J.S. Bacha                                                                          | Contra                   | 2010        |
| Z notatnika nauczyciela zeszyty I – X                                                                                      | Contra                   | 2010 – 2013 |
| Fryderyk Chopin na gitarę                                                                                                  | Absonic                  | 2010        |
| Fryderyk Chopin na dwie gitary                                                                                             | Absonic                  | 2010        |
| The USA Guitar | Absonic                  | 2010        |
| Gitara kameralnie vol. I                                                                                                   | Contra                   | 2011        |
| W.A. Mozart – Sonata KV 545 na 2 gitary                                                                                    | Contra                   | 2011        |
| Małe tańce J.S. Bacha na gitarę                                                                                            | Contra                   | 2011        |
| Melodie ludowe na fortepian Witolda Lutosławskiego w opracowaniu na gitarę klasyczną                                       | Absonic                  | 2012        |
| Sonatiny klasyczne w opr.na gitarę solo                                                                                    | Contra                   | 2012        |
| Gitara kameralnie vol. II                                                                                                  | Contra                   | 2012        |
| F. Chopin – 6 pieśni w opracowaniu na gitarę solo                                                                          | Contra                   | 2013        |
| J.S. Bach – Preludia i tańce na gitarę solo                                                                                | Contra                   | 2013        |
| Majkapar na gitarę solo | Merakel Music Publishers | 2013        |
| Muzyka dawna na gitarę solo                                                                                                | Absonic                  | 2013        |
| Pieśni pasyjne na gitarę solo                                                                                              | Absonic                  | 2014        |
| 19 pieśni Fryderyka Chopina na gitarę solo                                                                                 | Merakel Music Publishers | 2014        |
| John Field – Nokturny na gitarę solo                                                                                       | Absonic                  | 2014        |
| A. Corelli – Dwie sonaty op.5 nr 8, op.5 nr 9. w opr. na gitarę solo                                                       | Absonic                  | 2015        |
| Wybrane nokturny Chopina w opr. na gitarę solo                                                                             | Merakel Music Publishers | 2015        |
| Sześć sonat Benedetto Marcello w opr. na gitarę                                                                            | Absonic                  | 2016        |
| Sonatiny fortepianowe w opr. na gitarę                                                                                     | Absonic                  | 2016        |
| Gitara z tabulaturą. Blues & Boogie                                                                                        | Absonic                  | 2017        |
| Gitara z tabulaturą. Tradycyjne standardy amerykańskie                                                                     | Absonic                  | 2017        |
| Feliks Nowowiejski – Rosa mystica. Elevation et Fuga. Fantazja polska                                                      | Merakel Music Publishers | 2017        |
| Wielcy kompozytorzy polscy w drodze do wolności – opr. git. na 100 – lecie odzyskania niepodległości                       | Absonic                  | 2018        |
| Franciszek Lessel – Menuet op. 3 na skrzypce i gitarę, Wariacje op. 15 nr 1, na 2 gitary, Wariacje op. 15 nr 2 na 2 gitary | Absonic                  | 2018        |
| T.G. Albinoni – Adagio na gitarę solo, na 2 gitary, na skrzypce i gitarę                                                   | Merakel Music Publishers | 2018        |
| J.S. Bach – Toccata i Fuga BWV 565 w trzech wersjach tonacyjnych na gitarę klasyczną                                       | Absonic                  | 2018        |
| S. Moniuszko – utwory wybrane w opr. na gitarę solo                                                                        | Absonic                  | 2019        |
| S. Moniuszko – wybrane arie i pieśni w opr. na dwie gitary                                                                 | Merakel Music Publishers | 2019        |
| S. Moniuszko – wybrane arie i pieśni w opr. na flet i gitarę                                                               | Merakel Music Publishers | 2019        |
| J. Paderewski – utwory wybrane na jedną i dwie gitary                                                                      | Absonic                  | 2019        |
| J.S. Bach – II Partita BWV 1004 na gitarę solo                                                                             | Absonic                  | 2020        |
| Preludia Władysława Żeleńskiego w opr. na gitarę                                                                           | Absonic                  | 2021        |
| Na strunach gitary – Jan Wojdak i Wawele                                                                                   | Merakel Music Publishers | 2021        |
| Utwory Napoleona Ordy na gitarę solo                                                                                       | Merakel Music Publishers | 2021        |
| John Field – Nokturny, aranżacje na gitarę solo                                                                            | Seis Cordas              | 2021        |
| Fryderyk Chopin – gitara solo i kameralnie                                                                                 | Absonic                  | 2021        |
| Utwory wybrane Karola Lipińskiego                                                                                          | Absonic                  | 2022        |
| Georg Philipp Telemann: 12 fantazji skrzypcowych w opracowaniu na gitarę                                                   | Absonic                  | 2022        |
| Barok na gitarze – transkrypcje kompozycji skrzypcowych                                                                    | Absonic                  | 2022        |
| Utwory polifoniczne Vol. I i II                                                                                            | Cicadis                  | 2023        |
| Bartolomeo Campagnoli – 6 Fug op. 10, opr. na gitarę solo                                                                  | Merakel                  | 2023        |
| Vaclav Pichl – Sześć Fug op. 41                                                                                            | Absonic                  | 2023        |
| M. Reger – 8 Preludiów i Fug na gitarę solo op. 117                                                                        | Cicadis                  | 2023        |
| J. S. Bach – Inwencje dwugłosowe na dwie gitary                                                                            | Merakel Music Publishers | 2024        |

| Nagrania płytowe                                      | Wykonawca                             | Wydawnictwo | Rok  |
| ----------------------------------------------------- | ------------------------------------- | ----------- | ---- |
| Miresesesferes                                        | Marek Mikulski                        | Absonic     | 2004 |
| Dźwiękiem malowane vol. I                             | Marek Mikulski                        | Absonic     | 2006 |
| W ogrodzie snów                                       | Marek Mikulski                        | Absonic     | 2009 |
| Cały rok z gitarą                                     | Dariusz Trzciński                     | wyd. własne | 2009 |
| Sonata in a-minor                                     | Marek Ulański                         | Absonic     | 2009 |
| Ja, ziarnko piasku…                                   | grupa poetycko-muzyczna Przeznaczenie | wyd. własne | 2010 |
| Biała noc – Jazzujące kolędy na gitarę                | Marek Ulański                         | Absonic     | 2010 |
| The USA Guitar                                        | Grzegorz Krawiec                      | Absonic     | 2010 |
| W. Lutosławski – 12 melodii ludowych                  | Marek Ulański                         | Absonic     | 2012 |
| Dźwiękiem malowane vol. II                            | Grzegorz Krawiec                      | Absonic     | 2012 |
| Ot, taki ślad…                                        | grupa poetycko-muzyczna Przeznaczenie | wyd. własne | 2012 |
| Akordowe brzmienia gitary klasycznej                  | Bartłomiej Marusik                    | Absonic     | 2013 |
| Majkapar na gitarę solo                               | Jacek Dulikowski                      | Absonic     | 2013 |
| Krajobrazy Polski                                     | Marek Ulański                         | Absonic     | 2013 |
| Pieśni pasyjne na gitarę solo                         | Marek Ulański                         | Absonic     | 2014 |
| John Field – Nokturny na gitarę                       | Marek Ulański                         | Absonic     | 2014 |
| 19 pieśni Fryderyka Chopina na gitarę solo            | Marek Ulański                         | Absonic     | 2014 |
| Wybrane nokturny Fryderyka Chopina na gitarę solo     | Marek Ulański                         | Absonic     | 2015 |
| In Modo Antiquo                                       | Marek Ulański                         | Absonic     | 2016 |
| Utwory wariacyjne na gitarę                           | Marek Ulański                         | Absonic     | 2016 |
| Nostalgie i melancholie                               | Marek Ulański                         | Absonic     | 2017 |
| New Century                                           | Marek Ulański                         | Absonic     | 2017 |
| Łatwe utwory na gitarę – nie tylko dla dzieci vol. I  | Marek Ulański                         | Absonic     | 2018 |
| Łatwe utwory na gitarę – nie tylko dla dzieci vol. II | Oskar Strukiel-Piotrowski             | Absonic     | 2018 |
| Zatrzymanie                                           | Mirosław Drożdżowski                  | wyd. własne | 2025 |

## Wydawnictwa
Polskie: Absonic, Merakel, Euterpe, Contra, Centrum Edukacji Artystycznej, La Passione, Seis Cordas, Cicadis.
Zagraniczne: Joachim-Trekel-Musicverlag – Hamburg (Niemcy), Kompozitor Sankt-Peterburg (Rosja), Trinity College London (Wielka Brytania), Sintoms – Gomel (Białoruś), Auurk ed. – (Belgia).

## Nagrody i odznaczenia
(wg źródła)
- 2003 i 2006 – dwukrotny laureat International Competition on the Best Composition for Children’s Musical Schools w Gomel na Białorusi
- 2007 – Medal Komisji Edukacji Narodowej za szczególne zasługi dla oświaty i wychowania
- 2011 – nagroda indywidualna I stopnia dyrektora Centrum Edukacji Artystycznej[53]
- 2015 – nagroda II stopnia Ministra Kultury i Dziedzictwa Narodowego za wybitne osiągnięcia w pracy dydaktyczno-wychowawczej i artystycznej
- 2016 – złoty medal „Za Zasługi dla Piotrkowa Trybunalskiego”[54]
- 2016 – Brązowy Krzyż Zasługi, za zasługi dla rozwoju kultury i sztuki[55]
- 2025 – Nagroda indywidualna I stopnia dyrektora Centrum Edukacji Artystycznej